# Берсола, Джованна
Джованна Берсола (итал. Giovanna Bersola, известная также под псевдонимом Jenny B, родилась 20 июля 1972 года в Катании, Сицилия, Италия) — итальянская евродэнс певица.

## Биография
Джованна родилась 20 июля 1972 года. Мать — итальянская модель Кэтти Берсола (Katty Bersola), отец — сенегалец Малик Бабу Гуэай (Malick Babou Guèye). У Джованны есть младший единоутробный брат Стефано Берсола (10.12.1976), ставший певцом и актёром озвучки мультфильмов.
Джованна начала музыкальную карьеру в 1991 году в качестве сессионной вокалистки (то есть работала по контракту за фиксированное вознаграждение без приобретения каких-либо исключительных прав на музыкальное произведение). Зачастую её имя даже не указывалось на обложке сингла, а на концертах и в видеоклипах записанные ею песни «исполняли» под фонограмму другие люди (что было довольно распространённой практикой среди евродэнс-коллективов того времени). Так, например, её голос звучит в таких евродэнс-хитах как «You Make Me Feel Good» проекта J.K., «The Rhythm of the Night» проекта Corona, «The Summer Is Magic» проекта Playahitty. В целом, Джованна принимала участие в записи нескольких десятков треков для различных евродэнс-проектов.
Самостоятельную сольную карьеру Джованна начала в 2000 году (под сценическим псевдонимом Jenny B), выпустив италоязычный поп-альбом «Come Un Sogno». В том же году она одержала победу на Фестивале в Сан-Ремо в категории «Новые голоса» с песней «Semplice sai», а также получила специальную премию критиков «Mia Martini». Впоследствии Джованна выпустила альбом «In Concert», в котором её музыка приобрела более выраженное джазовое звучание. Её третий сольный альбом «Esta Soy Yo» испытал сильное влияние музыкальной традиции стран Карибского бассейна.

## Дискография

### Сольные альбомы
- «Come Un Sogno» (2000)
- «In Concert — Live Recorded At Università Degli Studi Di Teramo» (2007)
- «Esta Soy Yo» (2011)